# Keayodendron bridelioides
Keayodendron bridelioides là một loài thực vật có hoa trong họ Diệp hạ châu. Loài này được (Gilg & Mildbr. ex Hutch. & Dalziel) Leandri mô tả khoa học đầu tiên năm 1959.